# كريس ونايت
كريس ونايت (بالإنجليزية: Chris Knight)‏ هو عازف قيثارة ومغني ومغن مؤلف أمريكي، ولد في 24 يونيو 1960 في سلاوتيرز في الولايات المتحدة.

## وصلات خارجية
- الموقع الرسمي
- كريس ونايت على موقع ميوزك برينز (الإنجليزية)
- كريس ونايت على موقع أول ميوزيك (الإنجليزية)
- كريس ونايت على موقع ديسكوغز (الإنجليزية)